# 吳俊 (1962年)
吳俊 (1962年—)，上海人，中华人民共和国教育部长江学者特聘教授，南京大学文学院教授，主要从事中国当代文学研究。

## 生平
吴俊于1984年获得复旦大学中文系学士学位，1990年年获华东师范大学中文系文学博士学位。现为南京大学文学院教授、博士生导师。

## 学术成果
- 《文学的变局》（2005年）
- 《遮蔽与发现》（2007年）
- 《中国现代文学期刊目录新编》（2010年）
- 《暗夜里的过客》（2006年）